# Faba (opera mimus)
Opera di autore anonimo citata spesso con connotazione da proverbio sia da Cicerone sia da Seneca. La citazione dimostra che al tempo era molto popolare.

## Trama
Le testimonianze suggeriscono che il protagonista della storia fosse un millantatore, o impostore, insomma un gloriosus, che aveva acquisito una grande fama con l'inganno. Scoperto e caduto in disgrazia sarebbe quindi diventato oggetto di scherno; stessa sorte, affermava quindi Cicerone, stava subendo anche lui e il suo consolato, essendo stati esaltati da tutti e poi derisi. Seneca porta lo stesso esempio per parlare dell'imperatore Claudio, il quale era stato divinizzato in terra e, una volta giunto tra gli dei, umiliato da essi e per contrappasso ridotto a schiavo di un liberto